# 諾登舍爾德群島

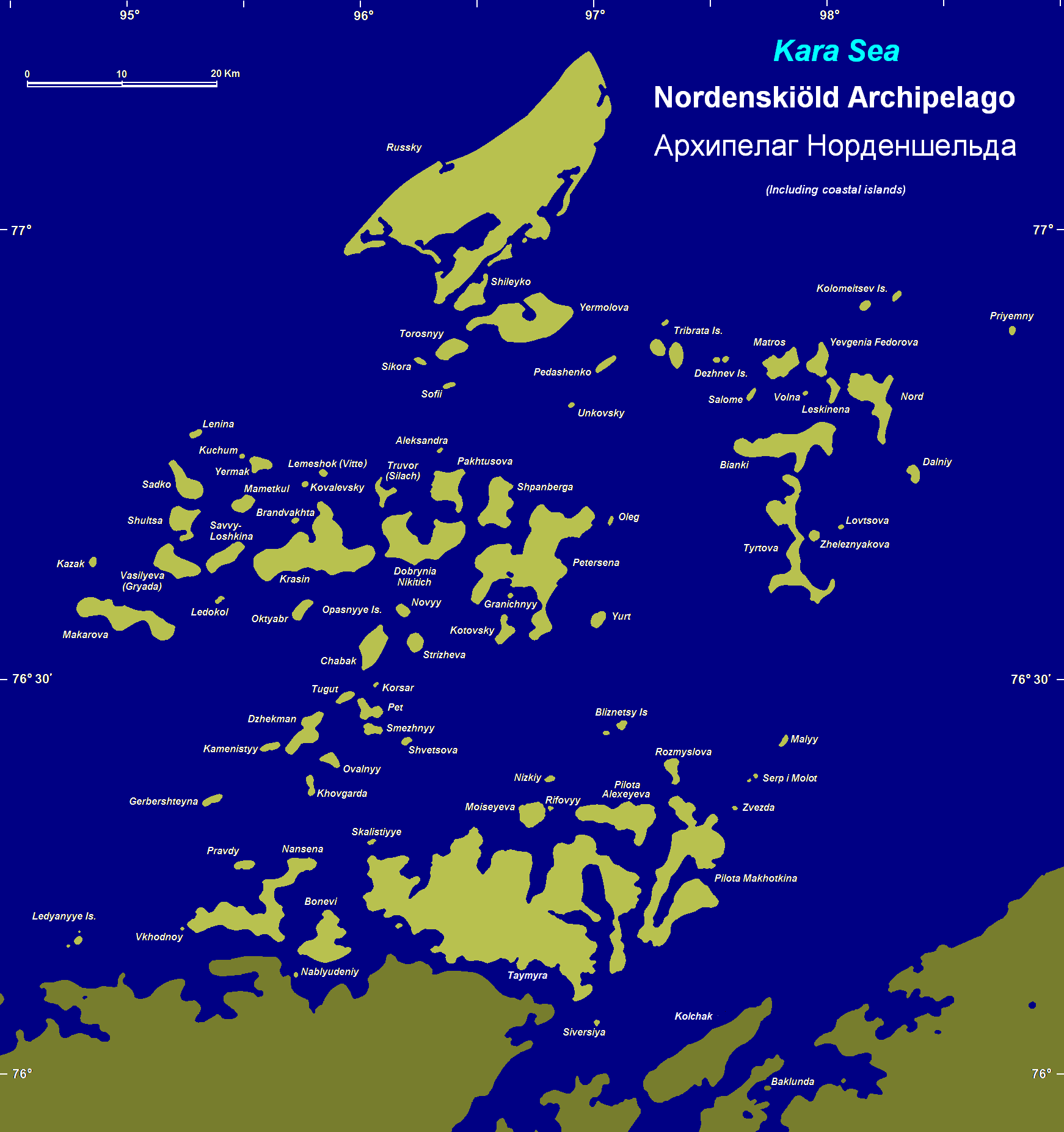
諾登舍爾德群島

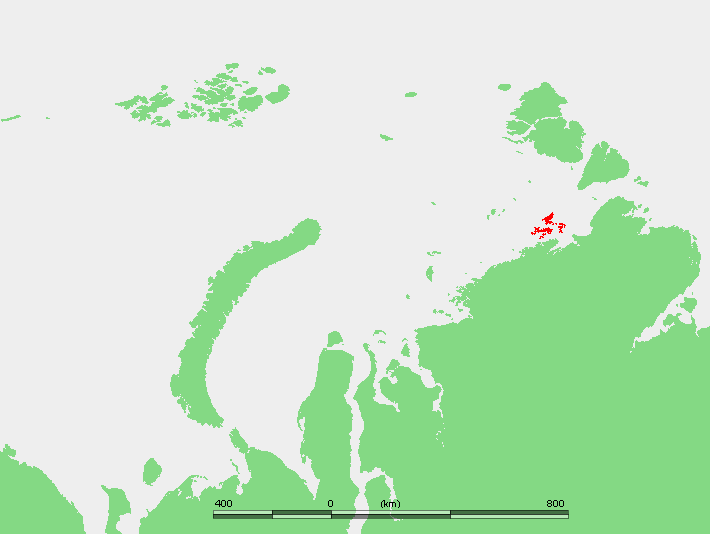
諾登舍爾德群島在喀拉海的位置

諾登舍爾德群島（俄语：Архипелаг Норденшельда），是俄羅斯的群島，位於泰梅爾半島以西120公里的喀拉海，由克拉斯諾亞爾斯克邊疆區負責管轄，由90個島嶼組成，最高點海拔高度107米。
76°35′N 96°40′E / 76.583°N 96.667°E